# 少海穴
少海穴(Shaohai, HT3)，穴道名，為手少陰心經合穴，在五行屬水。少，幼小之意，為手少陰心經；海，海洋，表此為合穴。脈氣至此猶如水流入海。

## 定位
曲肘，當肘橫紋內端與肱骨內上髁連線之中點。
解剖：有旋前圓肌、肱肌、尺側上下副動脈、尺返動脈。布有前臂內側皮神經，外前方有正中神經。

## 刺灸法
直刺0.5─1寸
針0.3─0.5寸，灸3─5壯

## 主治
心痛、肘臂攣痛、寒熱齒痛、目眩、發狂、瘰癧、頭項痛、腋脇痛、上肢不得舉、項強不得顧

## 配伍
系心經合穴，配合谷、內庭治牙痛

## 參照
- 腧穴列表